# Electro (Musikstil)
Mit Electro, manchmal auch Electro Funk oder seltener Electro Boogie, wird eine Variante der Elektronischen Tanzmusik bezeichnet, die auf dem Backbeat basiert. Das heißt, der Rhythmus wird nicht durch eine gerade Bass Drum mit vier Schlägen pro Takt akzentuiert, wie etwa bei House oder Techno, sondern durch eine in 2/4 programmierte Snaredrum. In Kombination mit einer ungerade programmierten Bassdrum entsteht das klassische Merkmal von Electro: ein synkopierter Funk. Den frühen, wiedererkennbaren Signatur-Sound des Rhythmus lieferte der berühmte Drumcomputer Roland TR-808.

## Begriff
Electro als Musikstil ist nicht zu verwechseln mit der Sammelbezeichnung Electro, deren Unterarten sich unabhängig davon ab Ende der 1980er Jahre im EBM- und Industrial-Umfeld entwickelten.
Electro wird in den USA generell in die Hip-Hop-Szene eingeordnet; viele Tracks der Anfangszeit hatten Raps integriert. Aber die Musikrichtung entwickelte sich in den USA auch zu einer der Grundlagen für Techno.

## Die Anfänge
Die deutsche Gruppe Kraftwerk, die sich ab Mitte der 1970er Jahre erstmals am Funk orientierte und synkopierte Tanzrhythmen mit elektronischen Sounds mischte, hatte einen entscheidenden Einfluss auf die Entwicklung dieses Musikstils. Stilprägend waren hier die Songs Trans Europa Express (1977) und Nummern (1981), wobei letzterer schon den typischen Electro-Boogie-Beat aufwies, der sich danach kaum noch wesentlich veränderte. Die Stilrichtung Electro in den USA übernahm ab 1982 daneben auch andere Techniken damaliger Disco-Musik und des Funk.
Als Pionier des US-Electro gilt der Hip-Hop-DJ Afrika Bambaataa. Dessen erster Hit Planet Rock war eigentlich nur eine Zusammenstellung der bekannten Kraftwerk-Songs Nummern und Trans-Europa-Express, jedoch entwickelte die Musikrichtung bald ein Eigenleben. Im weiteren Verlauf der Entwicklung beeinflusste diese Musikrichtung maßgeblich die Hip-Hop- und Breakdance-Szene der 1980er Jahre. In den USA wird Electro auch generell in diese Szene eingeordnet, auch wenn darin oft keine Raps vorhanden sind. Eines der wichtigsten Labels, das diese Entwicklung beeinflusste, war Tommy Boy Records.
Der Electro der Anfangszeit wurde auch als Electro Funk bezeichnet, was aber nicht mit der eigenständigen Musikrichtung Electro Funk zu verwechseln ist, die auf dem straighten 4/4-Takt des P-Funk basiert. Sowohl auf Electro als auch auf Electro Funk wurde im Zuge der Breakdance-Bewegung der Tanzstil Electric Boogie getanzt, eine moderne Abwandlung des Boogie-Woogie, was zeigt, wie eng beide Richtungen mit der Hip-Hop-Bewegung verzahnt waren.
Mitte bis Ende der 1980er Jahre entstanden zahlreiche Kreuzungen des Electro mit dem Hip-Hop, die auch Raps einbezogen. Diese werden generell mit der Bezeichnung Bass Music oder Booty Bass zusammengefasst (z. B. Dynamix II). Die Lyrics vor allem der aus der HipHop-Szene stammenden Bass-Produktionen sind oftmals durch Pornografie und Sexismus geprägt. Hier kristallisierten sich die Untergenres Miami Bass (sehr nahe am Hip-Hop, beispielsweise 2 Live Crew) und später in den 1990er Jahren der technonähere Ghetto Tech heraus. Ein direkter Abkömmling des Miami Bass ist auch der brasilianische Rio Funk.
Einen starken Einfluss hatte der Electro auch auf den Mitte der 1980er Jahre entstehenden Detroit Techno, dessen erste Tracks (Juan Atkins beziehungsweise Cybotron, Derrick May) sich ebenfalls der typischen Electro-Boogie-Beats bedienten, um dann aber bald eine eigene, maschinellere und minimalistischere Richtung einzuschlagen.
Ebenso liegen des Wurzeln des (Latin) Freestyle im Electro.

## Von den 1990er Jahren bis heute
Mitte der 1990er Jahre erlebte Electro vor allem in Detroit eine Renaissance um Gruppen wie Underground Resistance, Drexciya, Dopplereffekt oder AUX 88.
Auch in Europa floss Electro seit Mitte der 1990er Jahre verstärkt in die Elektronische Tanzmusik ein und wurde dort unter anderem von Künstlern wie Anthony Rother, Blotnik Brothers, DMX Krew oder I-f geprägt. Diese neue Welle des Electro, auch Nu Electro oder Neo-Electro genannt, bezog ihre Einflüsse häufig aus New Wave, Disco, Synthie-Pop und bei EBM-orientierten Stilrichtungen. Aus dieser Renaissance ging insbesondere das Genre des sogenannten Electroclash hervor, das sich stark an der klanglichen Ästhetik der 1980er Jahre orientierte (z. B. Miss Kittin). Trotz des geschichtlichen Bezugs zur Hip-Hop-Szene wurde Electro in Europa hauptsächlich zu einem Bestandteil der Techno-Szene; als Unterscheidungsmerkmal zum Techno blieb allerdings der synkopierte Backbeat bestehen.

## Charakteristische Tracks
- Afrika Bambaataa & The Soulsonic Force – Planet Rock (Da eine nachgespielte Hauptmelodie aus Kraftwerks „Trans Europa Express“ zuvor nicht freigegeben war, gilt Planet Rock als eines der ersten Rip-Offs in der Geschichte der elektronischen Musik)
- Kraftwerk – Computerwelt 2
- Herbie Hancock – Future Shock
- Dynamix II – Bass Generator
- Grandmaster Flash & The Furious Five – Scorpio
- Jonzun Crew – Pac Jam
- Cybotron – Clear (am bekanntesten im Remix von Jose “Animal” Diaz)
- Man Parrish – Hip Hop Bee Bop (Don’t Stop)
- I-F – Space Invaders Are Smoking Grass
- Anthony Rother – Destroy Him My Robots

## Bekannte Interpreten
- Afrika Bambaataa
- AUX 88
- Anthony Rother
- Bochum Welt
- Cybotron
- Cylob
- DMX Krew
- Dopplereffekt
- Drexciya
- Egyptian Lover
- I-F
- Kavinsky
- Kraftwerk
- Legowelt
- Model 500
- Newcleus
- The Hacker
- World Class Wreckin’ Cru